# Skolstrejken i Rinkeby 1984
Skolstrejken i Rinkeby 1984 var en aktion som vidtogs av finska invandrare i Stockholmsförorten Rinkeby, varigenom de höll sina barn hemma från skolan under fem veckors tid. Denna aktion genomfördes som en protest mot planer att lägga ned all undervisning på finska i bland annat Rinkeby, där en majoritet av invånarna var etniskt finska.

## Bakgrund
Mellan 1950 och 1980 migrerade en halv miljon finska medborgare till Sverige i sökan efter arbete och bostad, något som efterkrigstidens fattiga Finland saknade. I takt med den ökade finska invandringen blev attityden gentemot finnar alltmer fientlig. Finskan sågs som ett hot mot den homogena svenska staten. Det var mot denna bakgrund som en integrationsmodell lades fram, igenom vilken de finska eleverna från och med årskurs fyra skulle placeras i svenska klasser när de hade övningsämnen och på matematiklektionerna. I årskurs sex skulle enbart undervisningen i finska och engelska ske på finska. I de svenska lektionerna skulle finnarna separeras och straffas vid användning av finska språket. Som svar på vad de finska föräldrarna ansåg vara storsvensk assimilationspolitik började skolstrejken den 16 januari 1984.

## Händelseförloppet
Över hälften av områdets finska familjer deltog i strejken, och de mest akriva var kvinnor som bott i Sverige i över 10 år. Många var ensamstående. De flesta hade jobb inom sjukvård och barnomsorg. Strejken styrdes genom föräldramöten, där två föräldrar från varje klass, sammanlagt 12, satt med. De fyra som var med i informationssektionen informerade massmedia med uppdateringar om strejken.
Medan strejken pågick undervisades barnen av frivilliga i Finska klubbens lokaler och privatbostäder. Lärarna var sympatiserande lärare från skolan, elever vid finskspråkiga folkhögskolan, praktikanter från lärarhögskolan och frivilliga föräldrar.
Till slut, efter 5 veckors strejk, den 7 mars 1984, slutade strejken i en kompromiss, genom vilken integrationsmodellen övergavs, och en ny modell togs fram, där elever i teoretiska ämnen först skulle undervisas på finska, därefter på svenska om samma ämne. Strejken fick stor uppmärksamhet och skapade spänning mellan Socialdemokraterna och SDP, då de inte var eniga i frågan. Strejktiden karaktäriserades av nationalistiska utbrott från svenskar, som även spred myter om att finnarna krävde att Sverige skulle bli officiellt tvåspråkigt.

## Stödåtgärder
Strejken stöttades av ett stort antal sverigefinska föreningar, bland annat Sveriges Finska Lärarförbund. Utöver dessa fick man också stöd från lokalföreningar inom Vänsterpartiet Kommunisterna, Grekiska riksförbundet och Sveriges Minoritetspensionärers Centralorganisation. Silja Line och Viking Line skänkte papper, pennor och linjaler till undervisningen.
I Järingeskolan och Gullingeskolan i närliggande Tensta arrangerades stödstrejker, liksom på Skanstullgymnasiet och på den finskspråkiga förskolan i Rinkeby.